# Royal Institute of Painters in Water Colours

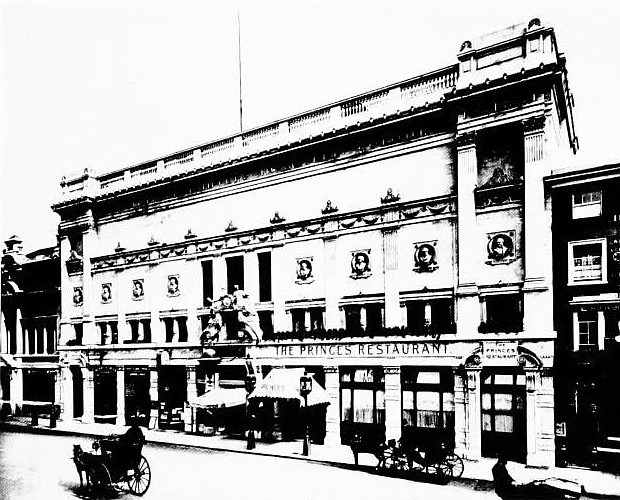
Royal Institute of Painters in Water Colours am Piccadilly 1896

Das Royal Institute of Painters in Water Colours (RI) ist eine Vereinigung von Malern, die mit Wasserfarben arbeiten, und eine der Gesellschaften der Federation of British Artists.

## Geschichte
Die Künstlervereinigung wurde 1831 als New Society of Painters in Water Colours in Konkurrenz zur Society of Painters in Water Colours, der späteren Royal Watercolour Society, gegründet, die 1804 entstanden war und nur Werke von Mitgliedern ausstellte. In der New Society of Painters in Water Colours durften dagegen auch Gemälde von Nicht-Mitgliedern eingereicht werden. Beiden Gesellschaften gemeinsam war ihre ablehnende Haltung gegenüber der Royal Academy of Arts, die sich weigerte, Aquarelle als seriöse und ernsthafte Kunst zu akzeptieren. 1863 änderte die Vereinigung ihren Namen in Institute of Painters in Water Colours.
Im Jahr 1883 mietete sie eigene Räumlichkeiten am Piccadilly an. Bei der feierlichen Eröffnung der Galerie durch Albert Edward, den damaligen Prince of Wales, waren fast 900 Gemälde zu sehen. 1885 verlieh Königin Victoria der Society die Royal Charter, so dass dem Namen noch ein Royal vorangestellt werden durfte. Als 1970 der Mietvertrag für das Gebäude am Piccadilly auslief, zog man mit anderen Gesellschaften der Federation of British Artists in die Mall Galleries neben dem Trafalgar Square.

## Präsidenten
- 1832–1833 Joseph Powell
- 1833–1838 Thomas Maisey
- 1839–1873 Henry Warren
- 1873–1884 Louis Haghe
- 1884–1898 Sir James D Linton
- 1898–1909 Edward John Gregory RA
- 1909–1916 Sir James D Linton
- 1916–1933 Sir David Murray RA
- 1933–1936 Terrick Williams RA
- 1936–1963 Norman Wilkinson CBE
- 1963–1973 Rowland Hilder OBE
- 1973–1979 Aubrey Sykes
- 1979–1989 Charles Bone
- 1989–2014 Ronald Maddox
- 2014–2016 Andy Wood
- 2017–2022 Rosa Sepple
- seit 2022: Chris Myers[1]

## Bekannte Mitglieder
- Randolph Caldecott (1846–1886), Illustrator, Maler und Modelleur
- Patricia of Connaught (1886–1974), Mitglied der britischen Königsfamilie aus dem Haus Sachsen-Coburg und Gotha
- Kate Greenaway (1846–1901), Aquarellmalerin und Illustratorin von Kinderbüchern
- Louis Haghe (1806–1885), belgischer Lithograf, Aquarellmaler, Architekt und Maler
- William Ayerst Ingram (1855–1913), schottischer Landschafts- und Marinemaler
- Robert Talbot Kelly (1861–1934), Maler, Aquarellist, Autor und Buchillustrator
- Walter Langley (1852–1922), Maler
- Robert Macbeth (1848–1910), schottischer Maler
- Alfred Munnings (1878–1959), Maler
- Henry Meynell Rheam (1859–1920), Präraffaelit
- John Tenniel (1820–1914), Illustrator und Aquarellist
- Horatio Walker (1858–1938), kanadischer Fotograf und Maler
- John William Waterhouse (1849–1917), Maler